# جون س. س. ساندرز
جون س. س. ساندرز (بالإنجليزية: John C. C. Sanders)‏ هو عسكري أمريكي، ولد في 4 أبريل 1840 في توسكالوسا في الولايات المتحدة، وتوفي في 21 أغسطس 1864 في بطرسبرغ في الولايات المتحدة.